# Cyclostremiscus striatus
Cyclostremiscus striatus is een slakkensoort uit de familie van de Tornidae. De wetenschappelijke naam van de soort is voor het eerst geldig gepubliceerd in 1979 door Kay.